# Folbern
Folbern ist ein Ortsteil der sächsischen Stadt Großenhain im Landkreis Meißen.

## Geographie und Verkehrsanbindung
Der Ort liegt 1,5 Kilometer von Großenhain entfernt. Nördlich von Folbern verläuft die Bundesstraße 98. Das Dorf war ein langes Straßenangerdorf, von Gewannfluren umgeben, und besaß 632 Hektar Land. Der Ort ist reizvoll gelegen zwischen einem Fließgewässer im Norden und der großen Röder im Süden. Es besteht eine Blickbeziehung auf die naturnah aussehende und räumlich ausgedehnte Röderniederung. Der Ort wurde an deren rechten Ufer am nördlichen Ende der Aue auf einer saalekaltzeitlichen Grundmoräne gegründet. Südlich von Folbern liegt Rostig, über die Staatsstraße S 21 erreicht man den südöstlich ehemals zu Folbern gehörenden Wohnplatz Paulsmühle und den Ort Kalkreuth. Östlich von Folbern erreicht man über die B 98 die Orte Quersa und Lampertswalde, über die Kreisstraße K 8510 erreicht man den nördlich gelegenen Ort Adelsdorf und westlich von Folbern liegt Großenhain. Durch sechs Buslinien wird Folbern unter anderem mit Großenhain, Zabeltitz, Lampertswalde, Ortrand, Thiendorf, Radeburg, Dresden und dem Eisenbahnnetz verbunden.

## Geschichte
Folbern wurde 1291 erstmals erwähnt, damals noch als Volbor. Der Name bedeutet so viel wie Siedlung eines Vol(i)bor, einem zweigliedrigen altsorbischen Vollnamen. Der Name „Volbor“ selbst setzte sich aus den zwei Wörtern „wollen“ und „Kampf“ zusammen, welche aus dem altpolnischen bzw. slawischen Wortschatz stammten. Folberns Name war mehrmaligen Änderungen unterzogen. So wurde Folbern im Jahr 1309 Volbur genannt, 1349 Wolbur, 1350 Wolbur, Volbur, 1378 Volpor, 1401 Folwer, 1412 zcu Volborn, 1446 Waller, 1453 Folbar, 1461 Vollebar, 1480 Folber, 1500 Volber, 1551 Volwahr, 1552 Folbernn  und Folbern im Jahr 1587.
Die Röderniederung war auch in früherer Zeit besiedelt. Der wohl älteste Fund, der bei Baggerarbeiten an der Röder zu Vorschein kam, ist ein querdurchlochter Schuhleistenkeil. Gehäuft treten Siedlungsspuren mit Röderbezug der Spätbronze- und Früheisenzeit auf. Die zwei Fundstellen liegen östlich des Ortes und nördlich der B 98. Nordöstlich der Paulsmühle wurde in den 1970er Jahren ein jüngstbronzezeitzeitliches Siedlungsareal ausgegraben mit charakteristischen Scherben.
Damit im Zusammenhang steht möglicherweise ein seit dem 19. Jahrhundert bekanntes Gräberfeld, welches nach den Funden – unter anderem vollständige Gefäße und einer bronzenen Hirtenstabnadel – darauf schließen lässt, dass die Belegung bereits in der mittleren Bronzezeit beziehungsweise der Älteren Lausitzer Kultur einsetzte.
Vor dem 7. März 1291 besitzt „Rulico advocatus“ ein Waldstück bei Folbern, „Herbordus miles Dictus de Bele“ hat 27 Folberner Jahreszinsen im Dorf, Nachbesitzer ist das Hayner Kloster. 1309 hatte das Kloster 4 Hufen und den Wald, der Markgraf befreit den Besitz von Steuern und Diensten. Um 1349 hatte Heinricus Voit 30 Scheffel Getreide in Folbern und 1401 besaß Familie Voit das Allodium und Jahreszinsen. Es gab auch einige Teilbesitzer, so besitzen 1350 „Zcasla et Dipoldus de Schonenvelt“ einen Teil, 1400 einige Nonnen im Kreuzkloster, 1401 „Henze Glettinberg“, Bürger von Hain, 1403 Dorothea, Frau des Hch. Dragus. Am 19. Januar 1405 kaufte „Stephanus Moir, canonicus Wurzinensis“ den Bischofszehnt für den Dom und das Kreuzkloster. 1406 bezahlte Folbern Landbete nach Hayn. Am 3. März 1412 bezahlt der Markgraf Getreidezinsen an die Pfarrkirche Hayn, 1419 kaufte das Kloster Seußlitz eine Wiese in Folbern. 1446–60 hatte Hans Sewitzsch Zinsen im Dorf Folbern und 1461–1488 Familie Zcemaw Güter, ebenso ab 1472 Hans von Schönfeld. 1474 Dorothea von Kitscher und Jan von Köckeritz hatten Zinsen im Dorf. Am 3. Dezember 1500 kaufen die von Köckeritz das halbe Dorf. Von 1543 an hatte Dr. Komerstadt Besitz in Folbern. Der Rat zu Hain erhob 1546 wegen des Hospitals 10 Gulden Zinsen in Folbern. Um 1547 hatten 6 Hainer Bürger und die Tuchmacher die Amtswiesen, am 10. Februar 1555 erhielt Dr. Komerstadt die Lehen über das Dorf, 1561 erwarben seine Erben von Wilhelm von Köckeritz das Vorwerk. Am 1. Mai 1587 trat Christian Kieselwetter Folbern und Adelsdorf an den Markgraf ab, beide kamen zum Amt.
1406 gehörten zu Folbern 24 Hufen Land, sechs Gärten, eine Mühle und die Fischerei (Fischereirecht). Das Fischereirecht verkaufte Kurfürst Moritz 1543 an Dr. Komerstadt. 1547 gehören 24 Hufen zu Folbern, ebenso 1587 zusätzlich 50 besessene Mann dabei sieben Gärtner. 1669 besteht der Ort aus 44 Mann, dabei 36 Anspänner und 9 Gärtner mit der Mühle, 1692 aus 52 Amtsuntertanen und im Jahr 1790 aus 24 Hufen Land, Schatzung 1147 Schock. 1716 erhält das Dorf eine Konzession zum Bau einer Gemeindeschmiede.
Zur Heerfahrt 1621 mussten die Lehnsmänner Hans Eicheler aus Folbern, Mohnbuchse aus Lenz und Nitzschwitz aus Döbritzgen zusammen ein Pferd stellen, die Dörfer Oberrödern, Mülbitz, Freitelsdorf, Naundorf und Folbern einen Heerwagen. Bei der Belagerung von Hayn durch die Schweden im Dreißigjährigen Krieg 1642 setzten diese den gesamten Ort in Brand. Durch die Belagerung brachten die Soldaten auch die Pest ins Land, so stand 1644 geschrieben: Krieg und Pest haben alles verwustet und verderbet.
1552 übten die Rittergüter Kalkreuth und Walda anteilig die Grundherrschaft aus, ab 1590 war das Dorf Amtsdorf von Großenhain. 1378 wurde das Dorf vom Castrum Hayn aus verwaltet, ab 1590 vom Amt Hayn, ab 1856 vom Gerichtsamt Großenhain und ab 1875 von der Amtshauptmannschaft Großenhain. Wegen des Schankrechts wurde 1587 festgelegt, dass Welchen Bauern von der Herrschaft Hainisch Bier zu schenken vergünstigent, der gibet jährlich 45 Groschen. 1659 heißt es Das Häußlein von Folbern (die Schenke) gehört zu Adelsdorf und gibt 5 Gulden 15 Groschen Laßzins. Anfang des 19. Jahrhunderts stand ein Chausseehaus an der kleinen Poststraße nach Königsbrück. Am 24. Februar 1807 brannten zwölf Bauerngehöfte einschließlich der Schule ab, seit wann eine Schule existierte, ist unbekannt. Im Jahr 1837 brannte die Dorfstraße bis einschließlich des Gasthofs ab.
Durch die Sächsische Landgemeindeordnung von 1838 erhielt Folbern Eigenständigkeit als Landgemeinde. Im Jahr 1925 waren 467 Einwohner von Folbern evangelisch-lutherisch und 4 Einwohner römisch-katholisch. Sachsen kam nach dem Zweiten Weltkrieg in die Sowjetische Besatzungszone und später zur DDR. Das Land des ehemaligen Staatsgutes Adelsdorf wurde im Rahmen der Bodenreform auf Folberner Flur parzelliert. Die beiden Weltkriege hinterließen schlimme Spuren. Die Gemeinde errichtete zur Erinnerung an die Opfer ein Denkmal auf dem Dorfanger. Im Zuge der Flucht und Vertreibung aus Ostpreußen, Schlesien, Pommern und aus dem Sudetenland befanden sich in Folbern zeitweise 900 Einwohner.
Nach der Gebietsreform 1952 wurde Folbern dem Kreis Großenhain im Bezirk Dresden zugeordnet. Nach der Deutschen Wiedervereinigung kam der Ort zum wiedergegründeten Freistaat Sachsen.
Am 14. Mai 1966, einem Samstag, stürzte kurz nach dem Start vom nahegelegenen Flugplatz Großenhain ein sowjetisches Kampfflugzeug vom Typ Suchoi Su-7 in den Ort. Der Pilot kam ums Leben.
Im Westen des Ortes befindet sich seit 1990 ein in den nächsten Jahren gegründetes Gewerbegebiet, in dem sich ein Autohaus, ein Bestattungsunternehmen, eine Baumschule und ein Rollladen- und Fensterbaubetrieb angesiedelt haben. Die folgenden Gebietsreformen in Sachsen ordneten Folbern 1994 dem Landkreis Riesa-Großenhain und 2008 dem Landkreis Meißen zu. Am 1. Januar 1999 wurde der Ort nach Großenhain eingemeindet. Im Nordosten der Ortslage befand sich ein Kindergarten an der Straße Am Kindergarten.

### Bevölkerungsentwicklung
| Jahr | Einwohner.                                                 |
| ---- | ---------------------------------------------------------- |
| 1547 | 48 besessene Mann, 9 Inwohner,außerdem s. Walda, 24 Hufens |
| 1552 | 48 besessene Mann, 9 Inwohner,außerdem s. Walda, 24 Hufen  |
| 1764 | 40 besessene Mann, 12 Häusler, 24 Hufen je 9 Scheffel      |
| 1834 | 321                                                        |
| 1846 | 314                                                        |
| 1871 | 420                                                        |
| 1890 | 444                                                        |
| 1900 | 445                                                        |
| 1910 | 466                                                        |
| 1925 | 471                                                        |

| Jahr | Einwohner    |
| ---- | ------------ |
| 1933 | 498          |
| 1939 | 516          |
| 1946 | 669          |
| 1950 | 711          |
| 1958 | 638          |
| 1963 | 615          |
| 1964 | 589          |
| 1990 | 410          |
| 1992 | 398          |
| 1999 | → Großenhain |

## Kultur und Sehenswürdigkeiten

### Bauwerke

#### Mühle in Folbern
Das Dorf hatte 1406 24 Hufen und 6 Gärten und eine Mühle, vermutlich die Walkmühle, die 1425 von den Handwerksmeistern und Wollwebern dem Nonnenkloster abgekauft wurde. Sie mussten die Dämme und Ufer der großen Röder erhalten. In der Öeder-Zimmermannkarte ist die Mühle als Tuchmachermul mit Drei Gängen bezeichnet, 1721 wurde sie als Mahl- und Walkmühle mit einem Gang erwähnt. 1860 verkauften die Großenhainer Tuchhandwerker ihre Mühle, sie wurde zu einer Malmühle umgebaut und lief bis in die 1930er Jahre. Anfang des 20. Jahrhunderts wurde noch eine Turbine eingebaut, die bis heute Strom für den Hausgebrauch liefert. Die Familie Müller, Besitzer seit 1908, produzierten bis 1990 vor allem Roggenmehl und Roggenbackschrot für Dresden. Nach 1990 wurde Tierfutter verkauft und ab 1993 auch Reitzubehör in einem Reitsportladen. Später erfolgte die Erweiterung auf Hunde-, Zoo- und Weidebedarf. In den Schulferien werden hier für Schulkinder Reitertage mit Übernachtung in der Pension veranstaltet (Stand:2008).

#### Alte Schule
An Stelle einer 1857 erbauten Schule wurde 1911 ein Nachfolgebau errichtet. Nach 1952 besuchten die Kinder die Folberner Schule nur noch bis zum 4. Schuljahr, die restlichen Schuljahre anschließend besuchten sie die Pestalozzischule in Großenhain. 1968 wurde die Schule geschlossen und dient jetzt als Wohnhaus. Das Gebäude ist ein stattlicher eingeschossiger Putzbau über T-förmigem Grundriss, mit hervortretendem Mittelrisalit, der in einem Dreiecksgiebel mündet. Das Eingangsportal ist mit geschweifter Bedachung, darüber Fenster als Triforien-Motiv ausgestattet. Das Gebäude hat Steingewände, ein hohes Mansarddach mit Krüppel und Biberschwanzdeckung. Im Innern befinden sich originale Fußböden, Türen und Fenster aus farbigem Glas und geschliffenen Scheiben.

### Vereine
Nach 1900 gab es in Folbern bereits ein reges Vereinsleben. Es existierten zum Beispiel ein Männerturnverein, ein Jugendverein und viele andere mehr.
Nach dem Zweiten Weltkrieg waren und sind die Folberner Einwohner immer noch in vielen Vereinen aktiv, so in der Freiwilligen Feuerwehr, im Kleingartenverein und im Geflügelzüchterverein. Zudem besteht der Folberner Carnevals-Verein (FCV), der 1978 mit der Gründung des ersten Elferrates ins Leben gerufen wurde. Inzwischen ist dieser Verein in der Faschingssaison nicht mehr wegzudenken. Der Verein hat seinen Sitz im Kulturzentrum Großenhain GmbH, nachdem der alte Gasthof Folbern 2013/14 wegen Baufälligkeit abgerissen werden musste.

### Flächennaturdenkmal
Das 0,2 Hektar große Flächennaturdenkmal „Zwei Röderaltarme“ auf den Schützenwiesen liegt an der Grenze zur Gemarkung Kalkreuth. Am linken Rand der begradigten Röder erfüllt das FND unter anderem als Amphibienlaichplatz. die angrenzenden Niederungswiesen sind ein traditioneller Sammelplatz für Weißstörche im Spätsommer und als Rastplatz durchziehender Limikolen.

## Persönlichkeiten
- Anneliese Löffler, vormals Große, (* 7. Mai 1928), deutsche Germanistin